# GayLib (Itália)
GayLib é uma organização italiana de gays liberais e de centro-direita. A organização foi criada em 1997. 

## Objetivos
A organização afirma que opera no domínio da política e da cultura dos homossexuais: 
1. Servindo como uma casa a todos os gays que se identificam com a ideologia do grupo; 

2. Fazendo um trabalho de sensibilização no centro do debate e incentivando a abertura às questões de direitos civis dos homossexuais; 
3. Completando o cenário político de libertação do movimento gay italiano; 
4. Denunciando a imobilidade do centro; 
5. Dar uma contribuição ao domínio dos estudos culturais e históricos referentes à comunidade homossexual; 

6. Intervir nos casos de discriminação dirigida a indivíduos.
Os GayLib italianos são presente na vida social através dos meios de comunicação, organizam conferências e debates e de mantêm relações de cooperação com outras associações "gêmeas" nacionais e internacionais, como os GayLib franceses e o LSU. 

## Programa
O programa político do grupo é diferenciado se comparado ao da maioria dos grupos políticos LGBT: 
- Reconhecimento do casamento entre pessoas do mesmo sexo - GayLib declara que considera improcrastinável o reconhecimento legal de casais homossexuais, mas vê como uma solução natural o alargamento do casamento civil. Esta estratégia, de acordo com a associação, responde "à visão liberal de que todos os cidadãos são iguais perante a lei e que o Estado não deve entrar na privacidade das pessoas." Consequentemente, o GayLib é menos favorável a outras soluções propostas pelo movimento gay italiano, tais como PaCS (Pactos Civis de Solidariedade) ou uniões civis, que, na sua visão, definem os homossexuais como cidadãos de segunda categoria.
- Somos família - Ao contrário da maioria dos dirigentes cristãos, mas de acordo com o que é reivindicado pelos grupos LGBT, o GayLib afirma que os casais homossexuais devem ser considerados uma família, uma vez que os mesmos constroem suas relações sobre os mesmos princípios de solidariedade e amor.
- Adoção de crianças – O GayLib tem uma posição contrária à adoção de crianças por casais homossexuais. O grupo argumenta que "deveria ser dado o direito da criança a ser adotada e não o direito de adotá-la". Seus membros afirmam que a criança, que encontra-se numa fase de desenvolvimento, "precisa do pai e da mãe, especialmente para o processo de identificação”. Por essa razão, o GayLib é contra às exigências do movimento lésbico.
- Orgulho gay – O GayLib afirma que o orgulho gay "deveria ser um momento de reivindicação de direitos e questões de bom atendimento a proposição da minoria homossexual e não ocasiões para a auto-provocação, por vezes, contrários à moral e ao bom senso de decência".
- Atenção a homossexuais idosos e deficientes – O GayLib critica o fenômeno da "dupla discriminação", isto é, a discriminação contra homossexuais idosos e/ou deficientes. O grupo chama a atenção ao afirmar que a cena gay valoriza a beleza e a juventude, desprezando e marginalizando outros segmentos que também merecem respeito.
- Revisionismo historiográfico – O GayLib propõe uma "revisão" dos fatos e das pessoas que tomaram parte na "questão homossexual" em todo o mundo, antecipando o trabalho historiográfico já iniciado, mas com uma análise menos depreciativa ou desfavorável da direita. Essa necessidade é sublinhada pelo fato de que, afirmam os GayLib, de ser "tendencioso só lembrar das perseguições levadas a cabo contra as pessoas homossexuais pelas ideologias ligadas à direita, uma vez que existe um absoluto silêncio sobre a violência, as execuções, as detenções e as torturas sofridas por gays em países comunistas bem como no mundo árabe”. O grupo também estigmatiza a presença de símbolos comunistas em eventos pró-gays.